# Pseudanisentomon sininotiale
Pseudanisentomon sininotiale är en urinsektsart som beskrevs av Zhang och Yin 1984. Pseudanisentomon sininotiale ingår i släktet Pseudanisentomon och familjen trakétrevfotingar. Inga underarter finns listade i Catalogue of Life.